# Torre do Relógio (Vila de Frades)

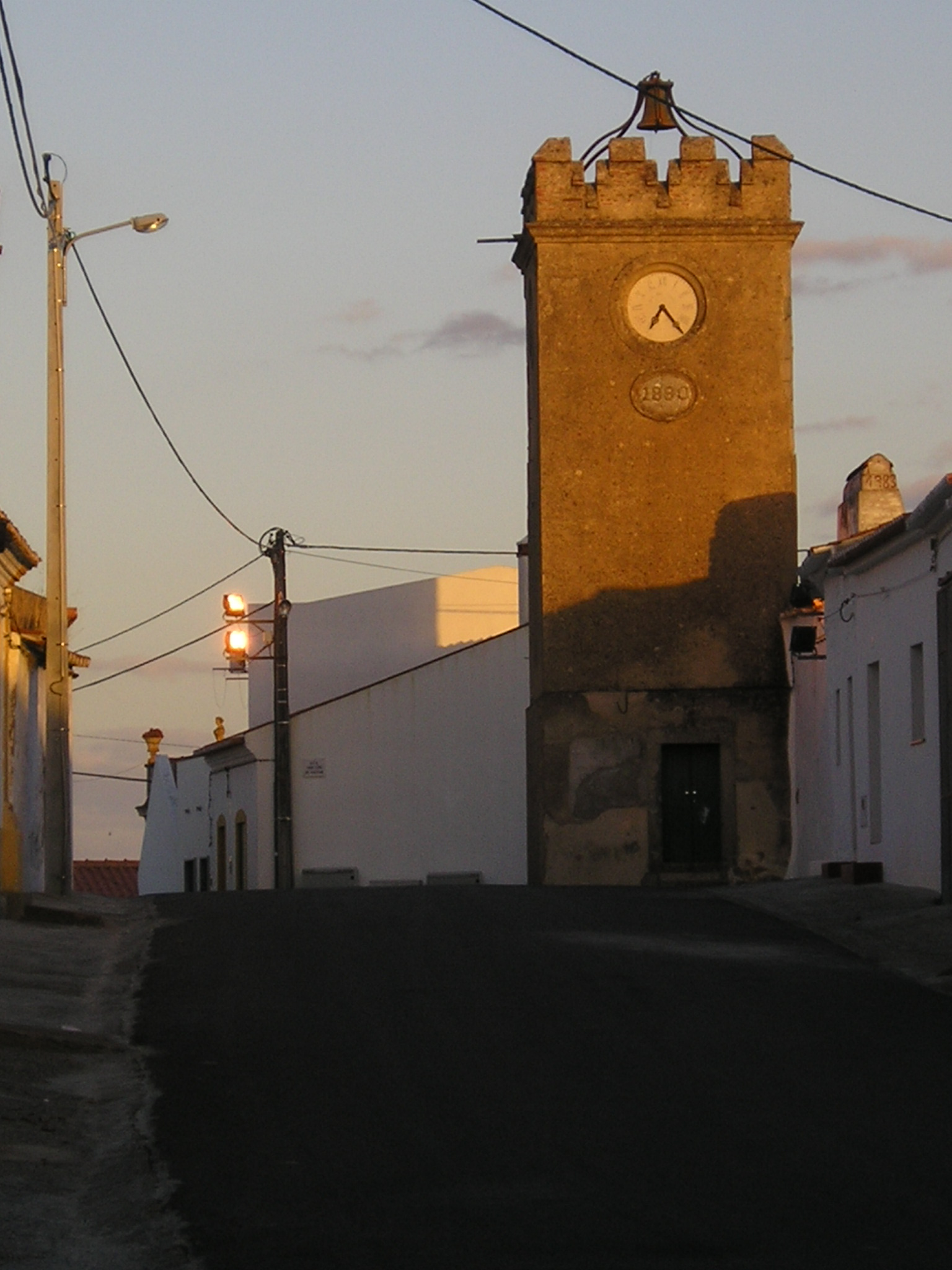
Torre do relógio de Vila de Frades

Torre do Relógio em Vila de Frades é uma estrutura histórica localizada em Vila de Frades, no Município de Vidigueira.
A Torre do Relógio de Vila de Frades contém um dos poucos relógios de Portugal a funcionar por  pêndulos e à corda. A construção original é do séc. XVI, tendo recebido o sino em bronze, em 1780. A torre foi totalmente remodelada em 1890 (data constante na frente da torre) ao gosto revivalista, repescando elementos medievais, como são os  merlões escalonados e as aberturas ogivais, alterando completamente a imagem da antiga torre medieval.
Em 2009, foi levado a cabo um restauro do maquinismo, por mão de Luís Cousinha, e do exterior.